# Lethe neoclides
Lethe neoclides är en fjärilsart som beskrevs av Hans Fruhstorfer 1910. Lethe neoclides ingår i släktet Lethe och familjen praktfjärilar. Inga underarter finns listade i Catalogue of Life.